# Tool Box
Tool Box je album američkog americana/indie rock sastava Calexico, objavljen 26. lipnja 2007. u izdanju Quarterstick Recordsa, namijenjen za distribuciju na turneji sastava.

## Povijest
Tool Box je zbirka instrumentalnih skladbi s turneja i putovanja snimljenih i miksanih u tri u dana Big Block Studiu u Tucsonu. Na omotu se nalazi umjetnik Victor Gastelum, koji je i autor slike.

## Popis pjesama
| Br. | Skladba                        | Autor             | Trajanje |
| --- | ------------------------------ | ----------------- | -------- |
| 1.  | »Above The Branch«             | Burns, Convertino | 3:12     |
| 2.  | »When Bellows Crack«           | Burns, Convertino | 3:43     |
| 3.  | »Lo-Fi Moon«                   | Burns             | 1:03     |
| 4.  | »Barcelona Mosaico«            | Burns             | 2:25     |
| 5.  | »Hair Like Spanish Moss«       | Burns             | 4:04     |
| 6.  | »Vinyassa«                     | Convertino        | 3:04     |
| 7.  | »The News About William«       | Burns             | 2:35     |
| 8.  | »The Road Back«                | Burns, Convertino | 3:31     |
| 9.  | »In The Quiet«                 | Burns             | 1:03     |
| 10. | »Maria Chuchena«               | Burns             | 4:14     |
| 11. | »Waitomo«                      | Burns, Convertino | 3:30     |
| 12. | »Detroit Steam«                | Burns, Convertino | 3:16     |
| 13. | »Departure In F Minor«         | Burns             | 1:24     |
| 14. | »When Only The Ashes Are Left« | Burns, Convertino | 4:27     |

## Osoblje
- John Convertino - bubnjevi, vibrafon, klavir, glockenspiel, udaraljke
- Joey Burns - gitara, bas, klavir, harmonika, čelo, gudački instrumenti, bendžo

## Produkcija
- Omot (slika i tipografija) - Victor Gastelum
- Omot (prijelom) - David Babbitt
- Mastering - Jim Blackwood
- Miksanje - Craig Schumacher
- Koordinacija projekta - Adam Reach
- Snimatelj - Mike Prado

## Vanjske poveznice
- Albumi Calexica